# Torrent de la Solana (Guixers)
|  | Aquest article tracta sobre el torrent del Solsonès. Vegeu-ne altres significats a «Torrent de la Solana». |

El Torrent de la Solana és un afluent per l'esquerra de l'Aigua de Valls, a la Vall de Lord que realitza tot el seu recorregut pel terme municipal de Guixers.
Neix al vessant occidental del Coll de la Pera. De direcció predominant cap a les 10 del rellotge, s'escola pel fons de la vall orientada cap a ponent i que s'obre entre la Serra de Maçaners (al nord) i la Serra de Valielles (al sud) tot seguint pel costat meridional el traçat de la carretera LV-4241 entre els km 21 (al ja citat Coll de la Pera) i el 24 (al Pont de Valls) fins a desguassar a l'Aigua de Valls a 824 msnm. davant de Cal Satre Barat.
Pràcticament tota la seva conca (cal exclure'n bona part dels cursos dels seus dos primers afluents per la dreta) està integrada en el Pla d'Espais d'Interès Natural (PEIN) de la Generalitat de Catalunya i més concretament en l'espai Serres de Busa-Els Bastets-Lord.

## Xarxa hidrogràfica
La xarxa hidrogràfica del Torrent de la Solana, que també transcorre íntegrament pel terme municipal de Guixers, està constituïda per 15 cursos fluvials. D'aquests, 9 són tributaris de 1r nivell de subsidiarietat, 4 ho són de 2n nivell i 1 ho és de 3r nivell. La totalitat de la xarxa suma una longitud de 9.854 m.